# ليوناردو سافيدرا
ليوناردو سافيدرا (بالإسبانية: Leonardo Saavedra)‏ (3 يناير 1989 في تشيلي - ) هو لاعب كرة قدم تشيلي في مركز الهجوم. لعب مع نادي أوهيجينس وديبورتيس أنتوفاغاستا.

## وصلات خارجية
- ليوناردو سافيدرا على موقع قاعدة بيانات كرة القدم.إي يو (الإنجليزية)
- ليوناردو سافيدرا على موقع Soccerway.com (الإنجليزية)